# Степаново (Вачський район)
Степаново (рос. Стёпаново) — присілок в Вачському районі Нижньогородської області Російської Федерації.
Населення становить 95 осіб. Входить до складу муніципального утворення Казаковська сільрада.

## Історія
Від 2009 року входить до складу муніципального утворення Казаковська сільрада.

## Населення
| 1859 | 1897 | 1905 | 1926 | 1999 | 2002 | 2010 |
| ---- | ---- | ---- | ---- | ---- | ---- | ---- |
| 381  | ↗657 | ↗710 | ↗792 | ↘101 | ↗144 | ↘95  |